# بلازویتس
بلازویتس (به آلمانی: Blasewitz) یک منطقهٔ مسکونی در آلمان است که در درسدن واقع شده‌است. بلازویتس ۸۱٬۱۵۷ نفر جمعیت دارد.